# هوبارت ۴۲۲۵
سیارک ۴۲۲۵ (به انگلیسی: 4225 Hobart، نامگذاری:1989BN)۴۲۲۵مین سیارک کشف شده‌است که در ۳۱ ژانویه ۱۹۸۹ کشف شد.